# Georg Adam Struve
Georg Adam Struve (født 25. september 1619 i Magdeburg, død 15. december 1692 i Jena) var en tysk jurist.
Struve blev 1646 dr. jur., samme år professor i Jena, 1667 kammerdirektør i Weimar, 1674 professor i Jena, 1680 regeringspræsident sammesteds, 1691 professor sammesteds. Som forfatter udøvede Struve en mægtig indflydelse både på sin samtid og på eftertiden. At retsvidenskaben havde med det virkelige liv og ikke med luftige abstraktioner at gøre, så han klart. Hans berømte jurisprudentia Romano-Germanico forensis (1670), den såkaldte "lille Struve", var i lange tider den mest benyttede juridiske lærebog.